# 深海攔截大海怪
《深海攔截大海怪》（英語：Deep Rising，又譯：《極度深寒》）是一部1998年的美國科幻恐怖片，由史蒂芬·桑莫斯執導，芳姬·詹森、崔特·威廉斯、安東尼·希爾德等人主演。

## 劇情
一艘快艇的船長費尼根與他的船員被一夥雇傭兵聘用執行一個神祕任務，航行在南海上。在他們附近，一艘豪華遊輪「亞爾古號」（電影中有出現該船的中文名稱，以其為準）。首航途中，貪心的遊輪老闆西蒙正進行一個騙取巨額保險費的計劃，他破壞了船隻的操作系統和求助系統，使亞爾古號失去了動力。卻在這時，一隻巨大且飢餓的海怪（經過變異進化成為食人怪物的大型章魚）襲來，吞吃掉了船上大部分旅客。
費尼根此時明白了雇傭兵的任務是搶劫亞爾古號，他們登上了亞爾古號，發現眼前一片血肉模糊，船上的倖存者只剩西蒙和女珠寶大盜崔琳。這時海怪再度現身，以觸手抓住並吞吃掉了幾名船員和雇傭兵，冷血的雇傭兵隊長也被殺死。最後海怪在眾人面前現蹤並俘虜了費尼根，費尼根用槍打瞎牠的眼睛後，和崔琳聯手將魚雷綁在快艇上將海怪炸死，自私的西蒙也葬身在火海之中。
費尼根、崔琳與快艇機械師喬伊在片尾幸運地飄流到一座小島，但島上傳出的怪聲似乎隱含著裡面還有更可怕的怪物。

## 演員表
- 崔特·威廉斯 飾演 費尼根
- 芳姬·詹森 飾演 崔琳
- 凱文·J·奧康納 飾演 喬伊
- 安東尼・希爾德 飾演 西蒙

## 幕後製作
史蒂芬·桑莫斯曾表示創作該片的構想是源於《國家地理雜誌》上的一篇文章。
該片共花了85天在加拿大溫哥華及其周邊地區拍攝完成，而片中的大部分場景出自於温哥華北岸的Versatile船坞。大海怪的叫聲是由猪、海豹、僧帽猴、無喉人和福音歌手的聲音混合製成的

## 外部連結
- 豆瓣电影上《深海攔截大海怪 （页面存档备份，存于）》的資料
- 開眼電影網上《深海攔截大海怪 （页面存档备份，存于）》的資料
- 時光網上《深海攔截大海怪》的資料
- 互联网电影数据库（IMDb）上《極度深寒》的资料（英文）